# Orvinland
Orvinland (Noors: Orvin Land) is een streek op Nordaustlandet in Noorwegen. De streek ligt ten noorden van de gletsjer Austfonna en Gustav Adolfland. Orvin Land bestaat uit gletsjers en een kust. De streek is vernoemd naar de Noorse geoloog en poolreiziger Anders Kristian Orvin (1889–1980).
Aan de noordwestzijde ligt het schiereiland Glenhalvøya.

## Gletsjers
In Orvin Land liggen de gletsjers:
- Leighbreen
- Sexebreen
- Normanbreen
- Nilsenbreen
- Schweigaardbreen
- Duvebreen
- Fonndalsbreen

## Wateren
Orvin Land wordt aan de noordzijde begrensd door de Noordelijke IJszee. In het land snijden verschillende baaien en fjorden in, waaronder:
- Albertinibukta
- Finn Malmgrenfjorden
- Adlersparrefjorden
- Duvefjorden
- Botnvika